# HMS Scourge (1910)
El HMS Scourge fue un destructor británico clase Beagle qué sirvió en la Primera Guerra Mundial, sirvió en la Tercera Flotilla de Destructores en la Campaña de Galípoli y en otras campañas contra el Imperio otomano, es conocido por rescatar a los supervivientes del HMHS Britannic (gemelo del Olympic y del desafortunado Titanic) después de su hundimiento.

## Construcción
El barco formaba parte de una clase de 16 destructores construidos entre 1905 y 1914, fue construido por R. W. Hawthorn Leslie & Company de Habburn, Tyne y Wear, Inglaterra. Tenía una eslora de 84 metros y 8,4 metros de manga, así como tres chimeneas y hélices, tenía la capacidad de alcanzar 27 nudos por sus tres turbinas de vapor.

## Historial de servicio

### En Galípoli

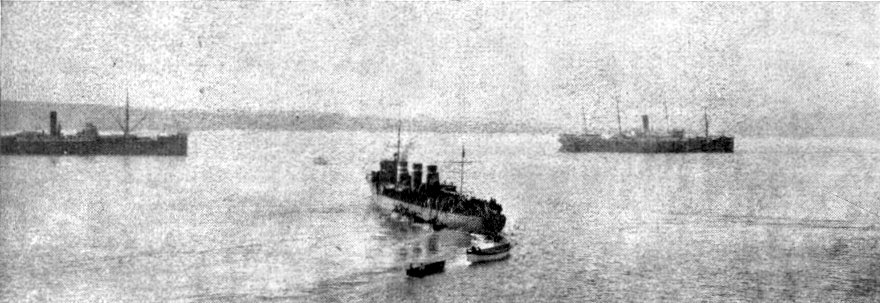
El Scourge remolcando tropas en botes salvavidas a la orilla durante el desembarco en Cala ANZAC el 25 de abril de 1915.

Durante el desembarco de la bahía de Suvla entre el 6 y 7 de agosto, participó junto a otros seis destructores de su misma clase y un destructor portugués a desembarcar tropas en dicha bahía.

### Asistencia y rescate de los supervivientes delBritannic

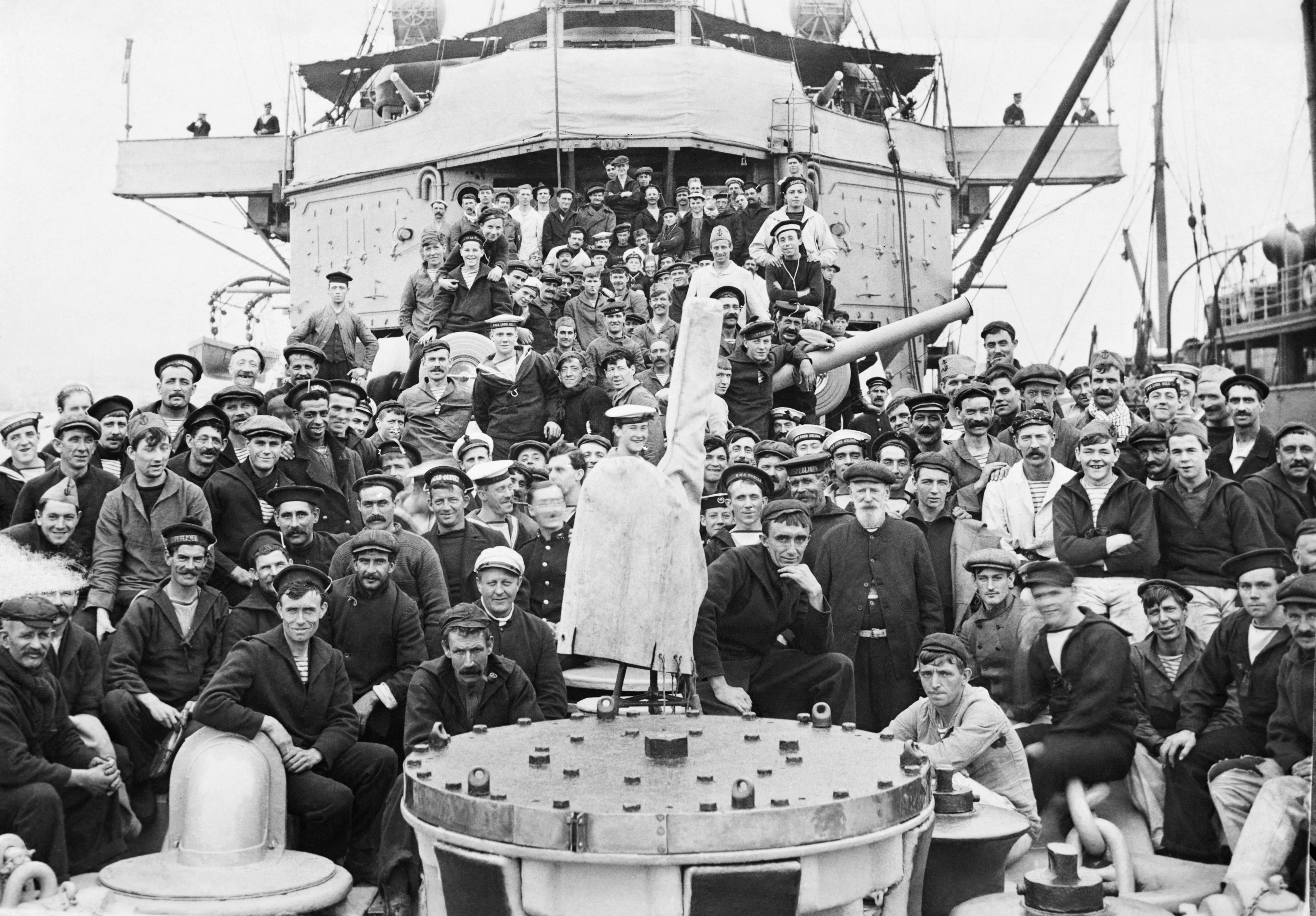
Varios de los supervivientes del hundimiento fotografiados a bordo del Scourge

El Scourge recibió las pocas llamadas de auxilió del Britannic, quién se estaba hundiendo tras colisionar con una mina marina, se dirigió a las coordenadas exactas y recogió a unos 339 supervivientes (la mayoría personal médico y tripulación), el resto serían recogidos por el HMS Heroic y remaron hasta la costa de Cea.

### Fin de la guerra y desguace
Tras la guerra, sería retirado como el resto de sus gemelos y mantenidos en puerto, sería retirada al ya ser considerada obsoleta y posteriormente vendida el 9 de mayo de 1921 para ser comprada y posteriormente desguazada en Briton Ferry, Neath-Port Talbot, en Gales.